# Racasta
Racasta is een geslacht van vlinders van de familie spanners (Geometridae), uit de onderfamilie Oenochrominae.

## Soorten
- R. rhodosticta Warren, 1904
- R. spatiaria Guenée, 1858